# باب اندرسون (شمشیرباز)
باب اَندرسون (انگلیسی: Bob Anderson؛ ۱۵ سپتامبر ۱۹۲۲ – ۱ ژانویهٔ ۲۰۱۲) شمشیربازالمپیک و هنرپیشه اهل کشور بریتانیا بود.

## مرگ
وی در اولین روز سال میلادی ۲۰۱۲ و در سن ۸۹ سالگی درگذشت.

## قسمتی از فیلمشناسی (به عنوان بازیگر)
- سه تفنگدار
- امپراتوری ضربه می‌زند
- دکتر هو